# Casa de Uceda
Casa de Uceda es un municipio y localidad española de la provincia de Guadalajara, en la comunidad autónoma de Castilla-La Mancha. El término municipal, ubicado en la comarca de la Campiña del Henares, cuenta con una población de 111 habitantes (INE 2024).

## Geografía
La localidad se encuentra a una altitud de 914 m sobre el nivel del mar.
La situación de Casa de Uceda en el centro de la península ibérica y su altitud sobre el nivel del mar determinan un clima de tipo mediterráneo continental, con fuertes contrastes estacionales de temperatura y pocas precipitaciones.
| Noroeste: Valdepeñas de la Sierra | Norte: Valdepeñas de la Sierra | Noreste: Villaseca de Uceda |
| Oeste: Uceda                      |                                | Este: Villaseca de Uceda    |
| Suroeste: El Cubillo de Uceda     | Sur: Villaseca de Uceda        | Sureste: Villaseca de Uceda |

### Recursos medioambientales
El monte de Casa de Uceda (de utilidad pública n.º 102-A) tiene fauna cinegética mayor y menor, destacando la presencia de corzo y jabalí. Tiene encinas, robles, fresnos y flora propia de monte bajo.
Parte del término de Casa de Uceda está incluido en la Red Natura 2000 como lugar de interés comunitario dentro de la directiva (rañas de Matarrubia, Villaseca y Casas de Uceda), donde se define como zona vulnerable frente a incendios forestales y a operaciones de transformación del actual uso del suelo.
Asimismo, se encuentra muy cercano a los montes de Ayllón que están considerados como zona de especial protección de aves debido a que habitan especies de aves protegidas que utilizan los cultivos de cereal de secano que predominan por la zona.

## Historia
Casa de Uceda perteneció como aldea al Común de Villa y Tierra de Uceda desde la reconquista cuando Alfonso VI conquista Toledo en 1085 y con la ciudad, cae toda su taifa. En 1119, la reina Urraca I de León dona temporalmente los señoríos de Uceda e Hita, heredados de su padre Alfonso VI, a Fernando García, aunque en el 1125 vuelven a la corona. En 1138, Alfonso VII y Berenguela donan el señorío de Uceda a doña Urraca Fernández, que lo poseera durante menos de cincuenta años.
Durante el mandato de Alfonso VIII de Castilla y Alfonso IX de León, Casa de Uceda fue una aldea del concejo de Uceda y el 22 de julio de 1222, Fernando III concede el fuero a la villa de Uceda y Casa de Uceda se desliga como aldea de Uceda pasando a ser villa y tributar directamente al rey durante 27 años ya que Fernando III rectifica su decisión en una carta enviada en 1249. Tres años después (1252) Fernando III traspasa el concejo de Uceda y sus aldeas a Sancho, arzobispo de Toledo e hijo suyo, pasando Casa de Uceda a ser un abadengo durante los siguientes 323 años.
En 1575 el rey Felipe II ordenó incautar el señorío de Uceda, pasando otra vez a ser un realengo en 1576 y procedió a su venta a Diego Mexía de Ávila y Ovando quien se convertiría en conde de Uceda en 1581 y por tanto Casa de Uceda vuelve a pertenecer a un señorío.
En 1593, tras diversos pleitos intentando volver a ser un realengo, los vecinos ejercen su derecho de tanteo en la venta del señorío de Uceda a Diego Mexía de Ávila y Ovando y compran la exención de jurisdicción del condado de Uceda quedando solamente sometida al poder real. La aldea de Casa de Uceda adquiere el título de Villa, adopta el nombre de "Casas de Uceda Campo del Rey", su propia jurisdicción y señorío por compra de todos los vecinos. Según el Diccionario Geográfico-Estadístico-Histórico de Pascual Madoz, el nombre correcto es Casa del Rey-Campo de Uceda aunque vulgarmente se denomina Casa de Uceda.
En 1609, Casa de Uceda es comprada junto a Uceda por II duque de Lerma y marqués de Denia y Cea Cristóbal Gómez de Sandoval-Rojas y por su mujer Ana María de Padilla Acuña y Manrique porque los vecinos se vieron obligados a vender sus tierras por las deudas que habían contraído al ejercer el derecho de tanteo. La villa, referenciada con diferentes nombres tales como "Casa del Rey Campo de Uceda", "Campo de Uceda", "La Casa de Uceda" o "Casas de Uceda", vuelve a ser parte de un señorío y pasa a pertenecer al ducado de Uceda durante 203 años hasta que en la Constitución de Cádiz de 1812 se suprimen los señoríos.
Hacia mediados del siglo XIX, la villa tenía contabilizada una población de 542 habitantes. Aparece descrita en el sexto volumen del Diccionario geográfico-estadístico-histórico de España y sus posesiones de Ultramar de Pascual Madoz de la siguiente manera:

CASA DEL REY, CAMPO DE UCEDA (vulgo CASA DE UCEDA): v. con ayunt. en la prov. de Guadalajara (4 1/2 leg.), part. jud. de Cogolludo (5), and. terr. de Madrid (9), c. g. de Castilla la Nueva, dióc. de Toledo (21): sit. en llano en la alta campiña, con libre ventilacion y clima sano; las enfermedades mas comunes son pulmonias: tiene 145 casas; la de ayunt., hermosa, con cárcel en la misma; una posada de propios; escuela de instruccion primaria, concurrida por 56 alumnos, á cargo de un maestro dotado con 1,200 rs.; y una igl. parr. (San Bartolomé Apóstol) servida por un cura párroco de primer ascenso, de provision ordinaria en concurso, y 2 capellanes de sangre: fuera de la v. se encuentra inmediata á las casas una ermita (Ntra. Sra. de la Soledad). Confina el térm. N. Valdepeñas; E. Matarrubia (1 leg. en ambas direcciones); S. el Cubillo (1/2), y O. Uceda (1 leg.); dentro de esta circunferencia se hallan los desp. de Fuente del Fresno y Sto. Domingo, muchas fuentes de buenas aguas y una ermita (Ntra. Sra. do los Olmos); el terreno participa de llano y quebrado; el primero de buena calidad lo fertiliza el r. Jarama; y el segundo de mala clase, comprende 2 montes poco poblados. caminos: los locales en buen estado. correo: se recibe y despacha los martes en la adm. de Torrelaguna por baligero; pero este ramo se halla mal servido, en atencion á que es necesario atravesar el Jarama y no tiene barca ni puente alguno en el térm. prod.: rico trigo y cebada, centeno, avena, garbanzos, algarroba y vino esquisito, siendo este y el trigo los que mas abundan; hay tambien muchos y escelentes pastos en los que se cria ganado vacuno, lanar, cabrio y caballar; no falta caza de perdices, liebres y codornices; y abunda la pesca de barbos y esquisitas truchas. ind.; la agrícola y los oficios mas indispensables. comercio: esportacion de los frutos sobrantes ó importacion de aceite y otros art. que faltan. pobl.: 135 vec., 542 alm. cap. prod.: 2635,000 rs. imp.: 210 800. contr.: 17 513. presupuesto municipal: 10 000; se cubre con los prod. de la posada, pastos, y reparto vecinal.
(Madoz, 1847, p. 18)

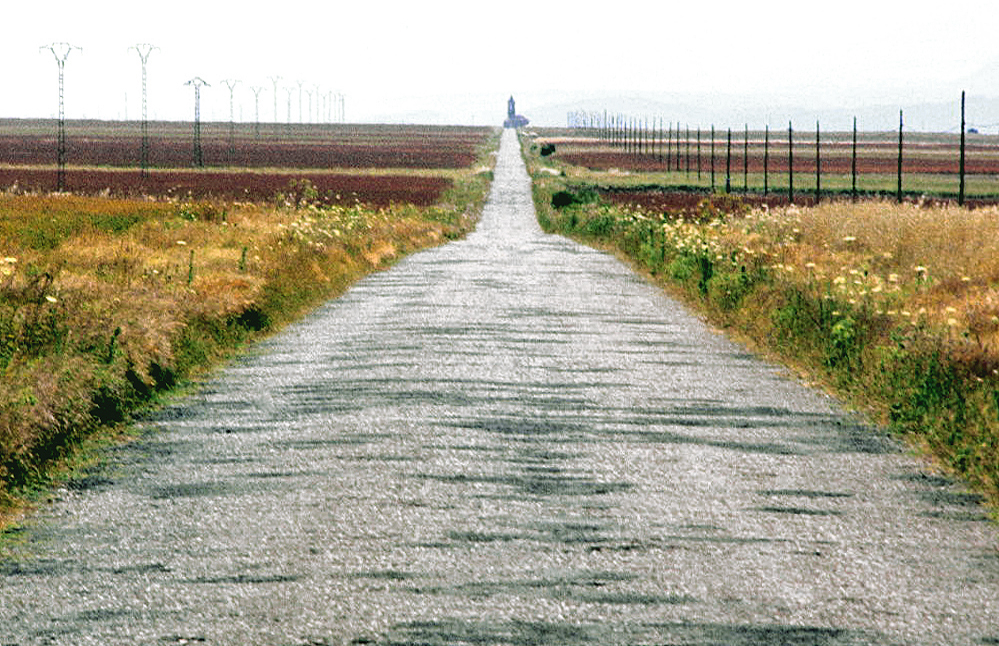
Actual carretera CM-101 a mediados de la década de 1980, con la iglesia de Casa de Uceda en el horizonte.

El 23 de septiembre de 1925 se aprobó la agrupación de los ayuntamientos de Casa de Uceda y de Villaseca de Uceda, publicándose en la Gaceta de Madrid (Num. 269) el 26 de septiembre. En 1979 se incorporaron Fuentelahiguera de Albatages y Viñuelas a la agrupación de los ayuntamientos.

## Monumentos y lugares de interés
- Iglesia de San Bartolomé (siglo XVI). Muestra al exterior una fuerte torre y una galería porticada, cubierta, con columnata y portada plateresca bajo pórtico y ornamentación lineal renacentista. Su interior es de tres naves, en el que destacan los restos de un antiguo retablo renacentista.
- Ermita de Nuestra Señora de los Olmos. Construcción del siglo XVI de planta de cruz latina, con marcado crucero, muros de ladrillo y sillarejo, y una sencilla portada. El interior, de una sola nave, ofrece algunos altares interesantes, y rematando el crucero una cúpula hemisférica. Se encuentra en el monte de Casa de Uceda y se puede acceder a ella a través de un camino que sale a unos 3 kilómetros desde la carretera de Casa de Uceda hasta Valdepeñas de la Sierra (GU-123).
- Restos arqueológicos de la época musteriense en los alrededores de la ermita de Nuestra Señora de los Olmos.
- Caserones de arquitectura popular construidas en aparejo toledano y casas blasonadas.
- Escultura en homenaje a Antonio Fernández Molina. Se encuentra en el exterior de la parte posterior de la iglesia de San Bartolomé y se instaló en 2005 tras su fallecimiento. Antonio Fernández Molina vivió durante la guerra civil unos años en Casa de Uceda, visitaba el pueblo ocasionalmente y ha sido enterrado en el cementerio municipal.

## Demografía
Casa de Uceda cuenta con una población de 111 habitantes (INE 2024).
| Gráfica de evolución demográfica de Casa de Uceda entre 1842 y 2021                                                 |
| |
| Población de derecho según los censos de población del INE Población de hecho según los censos de población del INE |

|                      | 1579 | 1828 | 1842 | 1857 | 1860 | 1877 | 1887 | 1900 | 1910 | 1920 | 1930 | 1940 | 1950 | 1960 | 1970 | 1981 | 1991 | 2000 | 2001 | 2013 |
| -------------------- | ---- | ---- | ---- | ---- | ---- | ---- | ---- | ---- | ---- | ---- | ---- | ---- | ---- | ---- | ---- | ---- | ---- | ---- | ---- | ---- |
| Población de derecho | n/d  | n/d  | 542  | n/d  | 477  | 485  | 482  | 495  | 495  | 538  | 540  | 562  | 534  | 442  | 388  | 243  | 171  | 126  | 101  | 110  |
| Población de hecho   | 607  | 753  | n/d  | 553  | 577  | 510  | 535  | 486  | 518  | 514  | 538  | 476  | 429  | 374  | 241  | 171  | 126  | n/d  | 101  | n/d  |

Fuente de los datos: censo de población de las provincias y partidos de la Corona de Castilla en el siglo XVI, Relaciones topográficas de Felipe II, Diccionario geográfico-estadístico de España y Portugal, Anuario-Riera e INE.
La población de derecho se refiere al número de personas que oficialmente tenían su residencia en el municipio en la fecha de referencia.
La población de hecho se refiere al número de personas que pernoctaron en el municipio en la fecha de referencia del censo.
En el censo de pecheros de 1528 señalan un total 66 vecinos pecheros y 150 vecinos en el Censo de población de las provincias y partidos de la Corona de Castilla en el siglo XVI con datos de Casa de Uceda en 1571.
En los datos recogidos en 1752 para el Catastro de Ensenada no aparece el número de habitantes sino 129 casas ocupadas y 5 inhabitadas en riesgo de ruina sobre un total de 134 construidas.
Los datos recogidos en el Anuario del comercio, de la industria, de la magistratura y de la administración (Anuario-Riera) no parecen fiables: 1879:730, 1880:924, 1882:956, 1883:1010, 1884:1102, 1886:1179, 1898:1437 y en 1908:2435 habitantes.

## Servicios
El municipio dispone de consultorio médico, enfermería, centro social, base retén forestal y un hostal-restaurante.

### Transporte
La carretera desde la que se accede a Casa de Uceda es la CM-1001.
La línea de autobús que llega desde Madrid hasta Casa de Uceda es la 182/184 de Interbus. Los autobuses salen desde la estación de Plaza de Castilla. Su zona tarifaria corresponde a la zona E2.

### Instalaciones deportivas
El municipio dispone de pista polideportiva donde hay campo de fútbol sala y pista de baloncesto.

## Fiestas
Las fiestas patronales, compuestas de actos religiosos, festejos taurinos -de los que se tiene constancia desde 1931 (La Libertad -Madrid- 15/9/1931, pag 8)- y baile popular, se celebran en honor a la Virgen de los Olmos el segundo domingo de septiembre. El segundo domingo de agosto se subía en procesión, desde la ermita de Nuestra Señora de los Olmos, la imagen de la virgen hasta el pueblo para celebrar la fiesta; la imagen permanecía en el pueblo hasta el primer domingo de octubre en que era de nuevo bajada en procesión a la ermita.
Como en muchas partes de España, en Casa de Uceda también se celebra la fiesta de Santa Águeda, una fiesta de mujeres, adscrita a una fecha fija del calendario, el 5 de febrero. En memoria y recordatorio de la santa, las mujeres de Casa de Uceda comienzan el día de fiesta con una misa, tras la cual se produce la subida a la torre y el repique de campanas.
Otra fiesta de gran tradición es la procesión del silencio (o procesión de las velas). El Viernes Santo por la noche se sale en procesión por las calles con faroles iluminados.
El tercer fin de semana de mayo se celebra en Casa de Uceda la romería a la ermita de Nuestra Señora de los Olmos, situada a orillas del río Jarama y que guarda la imagen de la patrona de la villa.
En el municipio se festeja San Bernabé, pero se aplaza hasta el fin de semana más cercano a la fecha (11 de junio). Esta fiesta, de nueva creación, intenta rehabilitar lo que era una antigua feria de aperos de labranza y que dejó de celebrarse hace decenas de años después de que varias granizadas arruinaran la cosecha cereal. Motivo por el cual los antiguos vecinos decidieron expulsar y repudiar al santo.